# Championnat du Costa Rica de football 1951
Navigation
Saison précédente Saison suivante
La Primera División 1951 est la trente-et-unième édition de la première division costaricienne.
Lors de ce tournoi, le LD Alajuelense a tenté de conserver son titre de champion du Costa Rica face aux neuf meilleurs clubs costariciens.
Chacun des dix clubs participant était confronté deux fois aux neuf autres équipes.

## Les 10 clubs participants
| \| San José: Gimnástica Española CS La Libertad UD Moravia Deportivo Saprissa Universidad LD Alajuelense CS Cartagines I San José CS Herediano I San José I San José Orión FC I San José I San José CS Uruguay \| Localisation des clubs engagés dans le championnat. |
| San José: Gimnástica Española CS La Libertad UD Moravia Deportivo Saprissa Universidad LD Alajuelense CS Cartagines I San José CS Herediano I San José I San José Orión FC I San José I San José CS Uruguay                                                           |

| Club                | Stade                        | Capacité          | Ville      |
| LD Alajuelense      | Stade Alejandro Morera Soto  | 17 900            | Alajuela   |
| CS Cartagines       | Stade José Rafael Meza       | 13 500            | Cartago    |
| Gimnástica Española | Stade inconnu                | Capacité inconnue | San José   |
| CS Herediano        | Stade Eladio Rosabal Cordero | 8 100             | Heredia    |
| CS La Libertad      | Stade national du Costa Rica | 25 500            | San José   |
| UD Moravia          | Stade inconnu                | Capacité inconnue | San José   |
| Orión FC            | Stade Lito Monge             | 27 500            | Curridabat |
| Deportivo Saprissa  | Stade national du Costa Rica | 25 500            | San José   |
| Universidad         | Stade Ecológico              | 1 800             | San José   |
| CS Uruguay          | Stade Municipal el Labrador  | 2 500             | Coronado   |

## Compétition
Les dix équipes s'affrontent à deux reprises selon un calendrier tiré aléatoirement.
Le classement est établi sur l'ancien barème de points (victoire à 2 points, match nul à 1, défaite à 0).
Le départage final se fait selon les critères suivants :
- Le nombre de points.
- Un match de départage.

### Classement
| Rang | Équipe              | Pts | J  | G  | N | P  | Bp | Bc | Diff |
| ---- | ------------------- | --- | -- | -- | - | -- | -- | -- | ---- |
| 1    | CS Herediano        | 26  | 18 | 12 | 2 | 4  | 41 | 26 | +15  |
| 2    | Orión FC            | 25  | 18 | 9  | 7 | 2  | 43 | 24 | +19  |
| 3    | CS Cartagines       | 24  | 18 | 10 | 4 | 4  | 55 | 39 | +16  |
| 4    | LD Alajuelense (T)  | 22  | 18 | 10 | 2 | 6  | 45 | 30 | +15  |
| 5    | CS La Libertad      | 19  | 18 | 7  | 5 | 6  | 36 | 41 | -5   |
| 6    | CS Uruguay          | 17  | 18 | 7  | 3 | 8  | 43 | 50 | -7   |
| 7    | Deportivo Saprissa  | 16  | 18 | 6  | 4 | 8  | 39 | 31 | +8   |
| 8    | UD Moravia (P)      | 12  | 18 | 3  | 6 | 9  | 35 | 56 | -21  |
| 9    | Universidad         | 11  | 18 | 3  | 5 | 10 | 28 | 42 | -14  |
| 10   | Gimnástica Española | 8   | 18 | 3  | 2 | 13 | 27 | 43 | -16  |

| Légende : Abréviations | Légende : Abréviations                              |
| ---------------------- | --------------------------------------------------- |
|                        | (T) : Tenant du titre (P) : Promu de la saison 1950 |

## Bilan du tournoi
| Tableau d'Honneur |              |
| Compétition       | Vainqueur    |
| Primera División  | CS Herediano |
| Torneo Relámpago  | Orión FC     |

## Statistiques

### Meilleur buteur
- Alexis Goñi (CS Cartagines) 17 buts
- Jaime Meza (CS Cartagines) 17 buts
- Marco Ovares (CS Herediano) 17 buts